# Just a Collection of Antiques and Curios
Just a Collection of Antiques and Curios is een live muziekalbum van de Britse band Strawbs. Claire Deniz en Ron Chesterman hadden aangegeven niet verder te willen onder de ambities van Dave Cousins. Toetsenist Rick Wakeman kwam Strawbs verstrekken, later volgden de tandem Hudson en Ford. Na maar 6 weken repeteren stonden ze in de Queen Elizabeth Hall voor een concert. Het album wordt beschouwd als de ommekeer naar de symfonische rock, maar folk zou altijd aanwezig blijven in hun muziek.

## Musici
- Dave Cousins – zang, gitaar, dulcimer;
- Tony Hooper – zang, akoestische gitaar, tamboerijn
- John Ford – zang, basgitaar;
- Rick Wakeman – orgel, piano, klavecimbel, celeste;
- Richard Hudson – conga, tamboerijn, sitar, zang en bekkens.

Op het programma staan de volgende composities:
1. Martin Luther King’s dream (Cousins)(2:53)
2. The antique suite (Cousins)(12:13)
  1. ...the reaper...
  2. ...we must cross the river...
  3. ...antiques and curios...
  4. ...hey, it’s been a long time...
3. Temperament of mind (Wakeman)(5:00)(LP omdraaien)
4. Fingertips (Cousins)(6:13)
5. Song of a sad little girl (Cousins)(4:18)
6. Where is this dream of your youth (Cousins)(9:10).
7. The vision of the lady of the lake (Cousins)(10:03)
8. We’ll meet again sometime (Cousins)(4:17)
9. Forever (Cousins Hooper)(3:32)

Het album viel op door de zeer technisch spelende Wakeman, voor luisteraars van klassieke muziek klinkt het te rommelig en rafelig, maar voor de popmuziek was het bijna ongekend zoals hij speelde (Temperament of mind). Het zijn allemaal bekende fragmenten voor piano die aan elkaar gesmeed zijn. Zijn solo in Where is this dream lag veel meer in zijn aard; een steeds verder uitgebouwde solo, die duidelijk liet horen welke kant het zou op gaan met deze band en met Wakeman.
Destijds waren livealbums al heel gewoon; bijzonder aan dit album is dat van de oorspronkelijke tracks (1-6) alleen Where is this dream voorkomt op een eerdere uitgave. De tracks 7 en 8 zijn bonustracks van hetzelfde concert; track 9 is een single, die eigenlijk thuishoort op Dragonfly, maar dat album is anno 2008 nog niet op een legale cd verkrijgbaar. A & M Records is enige tijd geleden opgegaan in Universal, dus het zal er waarschijnlijk ook niet meer van komen.
Het is het eerste Strawbsalbum dat wereldwijd wordt uitgebracht. Er zijn drie cd-versies van; A&M Japan, Si-Wan (illegaal) en de A&M Records uitgavemet de bonustracks.